# Attacco alla base spaziale U.S.
Attacco alla base spaziale U.S. (Gog) è un film di fantascienza stereoscopico diretto da Herbert L. Strock.

## Trama
Un investigatore deve fare luce su alcuni misteriosi omicidi di scienziati all'interno di una segretissima base sotterranea, dove si sperimentano tecniche innovative per i viaggi interstellari, tra cui ibernazione, forza centrifuga, assenza di gravità, energia atomica. Dopo uccisioni, indagini e sabotaggi, la colpa ricade su di una fantomatica potenza straniera che, controllando il moderno computer che comanda la base e che agisce tramite due automi di moderna concezione, vuole sabotare la base stessa e l'intero progetto spaziale americano.